# Actia infantula
Actia infantula là một loài ruồi trong họ Tachinidae.